# Tropidophorus robinsoni
Tropidophorus robinsoni är en ödleart som beskrevs av  Smith 1919. Tropidophorus robinsoni ingår i släktet Tropidophorus och familjen skinkar. Inga underarter finns listade i Catalogue of Life.